# Вила-Боа-де-Озильян
Вила-Боа-де-Озильян (порт. Vila Boa de Ousilhão)  —  населённый пункт и район в Португалии,  входит в округ Браганса. Является составной частью муниципалитета  Виньяйш. По старому административному делению входил в провинцию Траз-уж-Монтиш и Алту-Дору. Входит в экономико-статистический  субрегион Алту-Траз-уш-Монтеш, который входит в Северный регион. Население составляет 195 человек на 2001 год. Занимает площадь 7,63 км².